# Granbacken
Granbacken är ett område med villabebyggelse öster om Ortviken i Sundsvall. Området omfattar tre gator: Granbacken, Måsgatan och Petersviksgatan.